# Ptilonyssus degtiarevae
Ptilonyssus degtiarevae — вид клещей рода Ptilonyssus из семейства  Rhinonyssidae.

## Описание

Вентральная поверхность

Дорсальная поверхность: Форма подосомального щита яйцевидной формы, на его поверхности десять пар щетинок (j1-5, z2-6, r4-6). Пара мезосомальных щитков (MS) квадратной формы расположены сзади подосомального щита. На дорсальной стороне идиосомы 16 пар щетинок (J1-9, Z1-6, R1, 2). Крупный пигидиальный щит с округлыми краями, выпуклый краниально и вогнутый каудально. На щите 1 пара щетинок (J8). Стигмы с перитремами расположены дорсолатерально, на уровне кокс III.  
Вентральная поверхность: Стернальный щит вытянутой формой, с ясно очерченными границами. Боковые края симметрично вогнуты. На поверхности щита 3 пары стернальных щетинок (st1-3). Имеется 1 пара метастернальнх щетинок (st4). Генитальный щит с 2 парами генитальных щетинок (he4, 5). На опистосоме имеются 8 пар щетинок (Jv1-4, Zv1, 2, 3, UR1). Анальный щиток расположен вентрально. Он несет преанальные и постнальная хеты, находящийся сзади ануса (Ad, Pa). Анус находится вблизи антериорной границы анального щита. Крибрум имеется. 
Гнатосома: Пара субкапитулярных щетинок (cs). Имеются 7 дейтостернальных зубчиков (Dd). Имеется 3 пары гипостомальных щетинок (hyp1-3). Гнатосомальная формула: 2-4-2. 
Хетотаксия ног: Кокса: 2-2-2-1, вертлуг: 3-3-3-2, бедро: 9-8-5-4, колено: 6-4-5-1, голень: 6-7-7-6, лапка: 19-11-13-10. 
Личинка: LB – 316; WID – 195; Lleg I – 113; Lleg II – 93; LlegIII – 76. 
Самец, нимфы: не известны. 

## Хозяева и распространение
Passer domesticus (типовой хозяин) – Россия: Ленинградская область.

## Материал
Голотип самка (ZISP 4717), паратипы 3 самки и 1 личинка (ZISP 4718-4720) с Passer domesticus (Linnaeus) (Passeriformes: Passeridae), Россия, Ленинградская область, Гаврилово, (60°35’ N, 29°02’ W), 21.09.2010, сб. И. Димов. 
Самка (голотип и паратипы): LB – 664 (753-766); WID – 224 (234-237); LPS – 173(178-192); WPS – 142 (150-169); LPgS – 34 (41-45); WPgS – 66 (69-73); LMSL – 18 (20-22); LMSR – 17 (19-20); WMSL – 17 (18-20); WMSR – 20 (17-18); LSS – 78 (81-84); WSS – 70 (74-79); LGS – 90 (97-104); WGS – 53 (57-62); LG – 124 (127-135); WG – 53 (58-65); LCH – 98 (101-109); WCH – 14 (16-18) Lleg I – 247 (259-262); Lleg II – 189 (164-205); LlegIII – 193 (179-197); Lleg IV – 224 (193-231). 